# Josef Vít Becher
Josef Vít Becher (17. září 1769 Karlovy Vary  – 27. července 1840 Karlovy Vary) byl český obchodník, lékárník a první producent karlovarské becherovky.

## Život
Pocházel z měšťanské rodiny. Jeho otec byl obchodník a radní Jan Václav Becher a matka Regina roz. Zanklová. Josef Vít Becher byl také v den svého narození pokřtěn v kostel sv. Máří Magdaleny.
Jeho první manželkou byla Josefa (* 1772), dcera parukáře Františka Dietla, s kterou se oženil 23. září 1794. Podruhé si vzal 5. června 1810 Barboru, dceru starosty Jana Haase ve Horním Slavkově a Anny roz. Seligové.
Roku 1794 si zřídil obchodní živnost a začal prodávat vinné pálenky. Léta Páně 1805 získal od anglické doktora Christiana Frobriga úžasný recept na žaludeční likér. Podle tohoto receptu začal vyrábět likér, který nazval Karlsbader Bitter.
Byl také velice politicky činný, v Karlových Varech byl zvolen magistrálním radou a pět let byl zde také purkmistrem.
Zemřel roku 1840 na ochrnutí plic. V rodinné tradici pokračoval jeho syn z druhého manželství Jan Nepomuk Augustin.